# Synonchiella spiculora
Synonchiella spiculora is een rondwormensoort uit de familie van de Selachinematidae. De wetenschappelijke naam van de soort is voor het eerst geldig gepubliceerd in 1962 door Murphy.